# Adobe Muse
Pour les articles homonymes, voir Muse.
Adobe Muse était un produit édité par Adobe Systems. Le logiciel était destiné aux graphistes, à qui il permettait de créer des sites internet sans nécessiter l'écriture de lignes de code. Cette application était disponible avec Adobe Creative Cloud.
Adobe a définitivement abandonné le support du logiciel en mars 2020, les dernières améliorations ayant été publiées en mars 2018. Adobe préconise de se tourner vers ses autres solutions : Adobe XD, Adobe Portfolio ou Adobe Express.